# Panoz DP01
El Panoz DP01 fue un auto de carreras monoplaza tipo fórmula que fue utilizado en la desaparecida categoría Championship Auto Racing Teams en 2007, fue producido por Panoz/Elan Motorsports en Braselton, Georgia, Estados Unidos. Fue desarrollado para la Temporada 2007 de la Champ Car World Series, en sustitución del antiguo chasis Lola. El DP01 fue presentado al mundo durante el Gran Premio de San José el 28 de julio de 2006. Debido a que la temporada de la Championship Auto Racing Teams del 2008 no se disputó debido a la venta de la Champ Car a la Indy Racing League, ya que utilizaba en ese momento su vehículo con sus propias especificaciones, el coche no se utiliza actualmente en alguna serie de carreras profesional en los Estados Unidos. La carrera Gran Premio de Long Beach de 2008.

## Conceptos de desarrollo

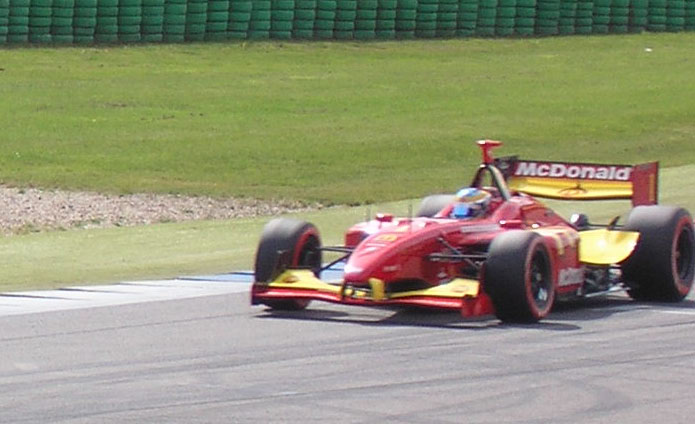
Sébastien Bourdais en el DP01 en Assen.

El Panoz DP01 fue desarrollado para ser mucho más seguro y menos aero-dependiente, mientras que competía de cerca con otros coches de Champ Car ya existentes. El Panoz tenía numerosos cambios respecto a la anterior coche producido por Lola, incluyendo más carga aerodinámica en la parte de abajo. Aproximadamente el 60% del coche ésaba unos 2.500 kg (5.500 libras) de carga aerodinámica a 320 km/h (200 mph), que proviene de la parte inferior del coche. Esto hacía dirigir el aire en una manera que pudiera crear una carga aerodinámica en el coche, mediante la succión en la pista de carreras. Esto supuso una menor dependencia de los alerones delanteros y traseros en el caso de un fallo a alta velocidad.
Otro cambio importante fue con el anterior coche se había aplicado el morro levantado, como los actuales Fórmula 1. La nariz se movió más lejos por encima del alerón delantero, dirigiendo el aire a la aerodinámica por debajo de la carrocería. Con la nariz levantada, también creó un ambiente más seguro para el conductor en caso de una colisión con una pared con otro coche.[cita requerida]

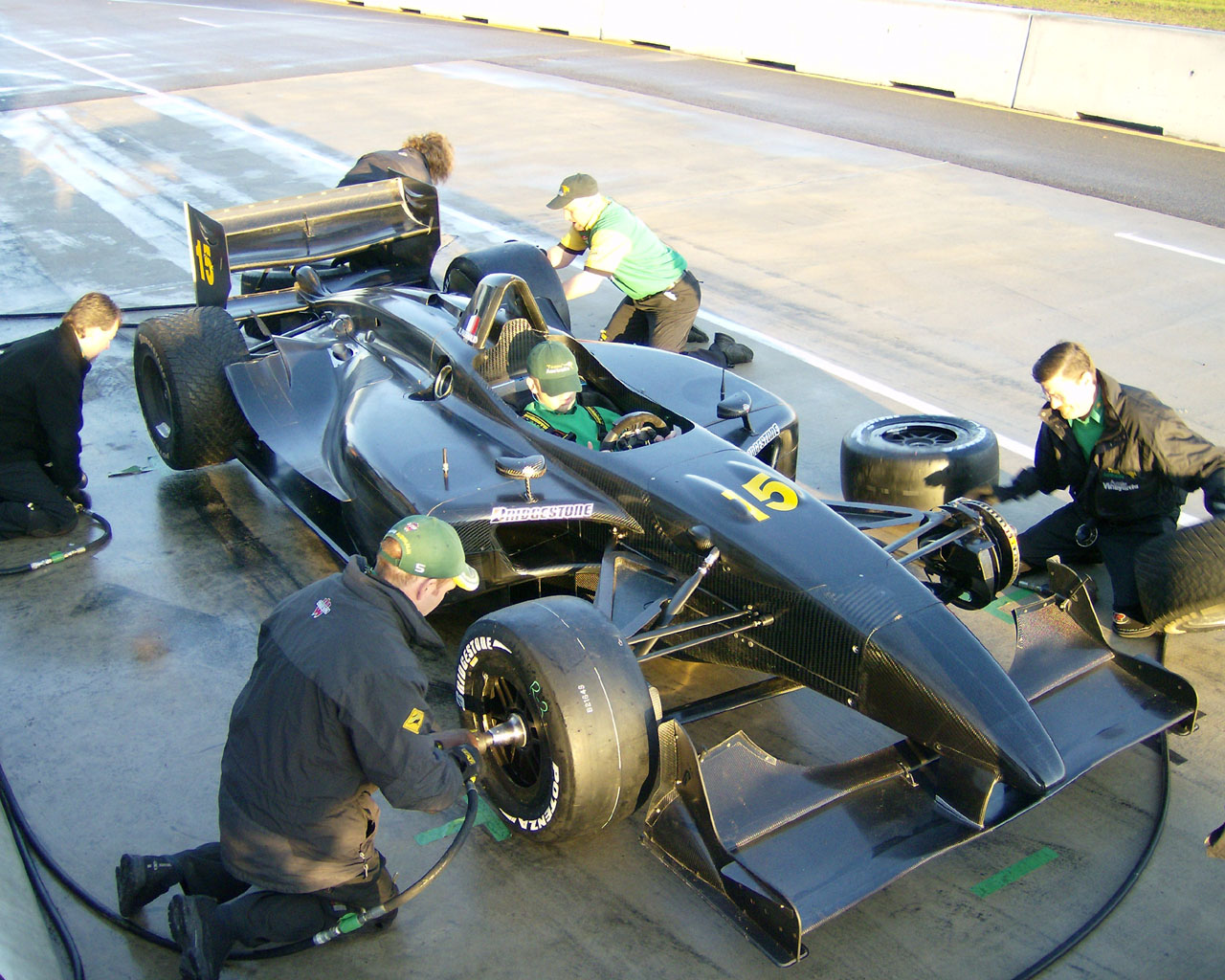
Panoz DP01 sin pintura

El conductor se sentaba más abajo que en el chasis Lola, para poder reducir las posibilidades de causar lesiones en la espalda, y para acomodar mejor el uso del dispositivo HANS, que se utiliza en la seguridad del piloto.

## Debut

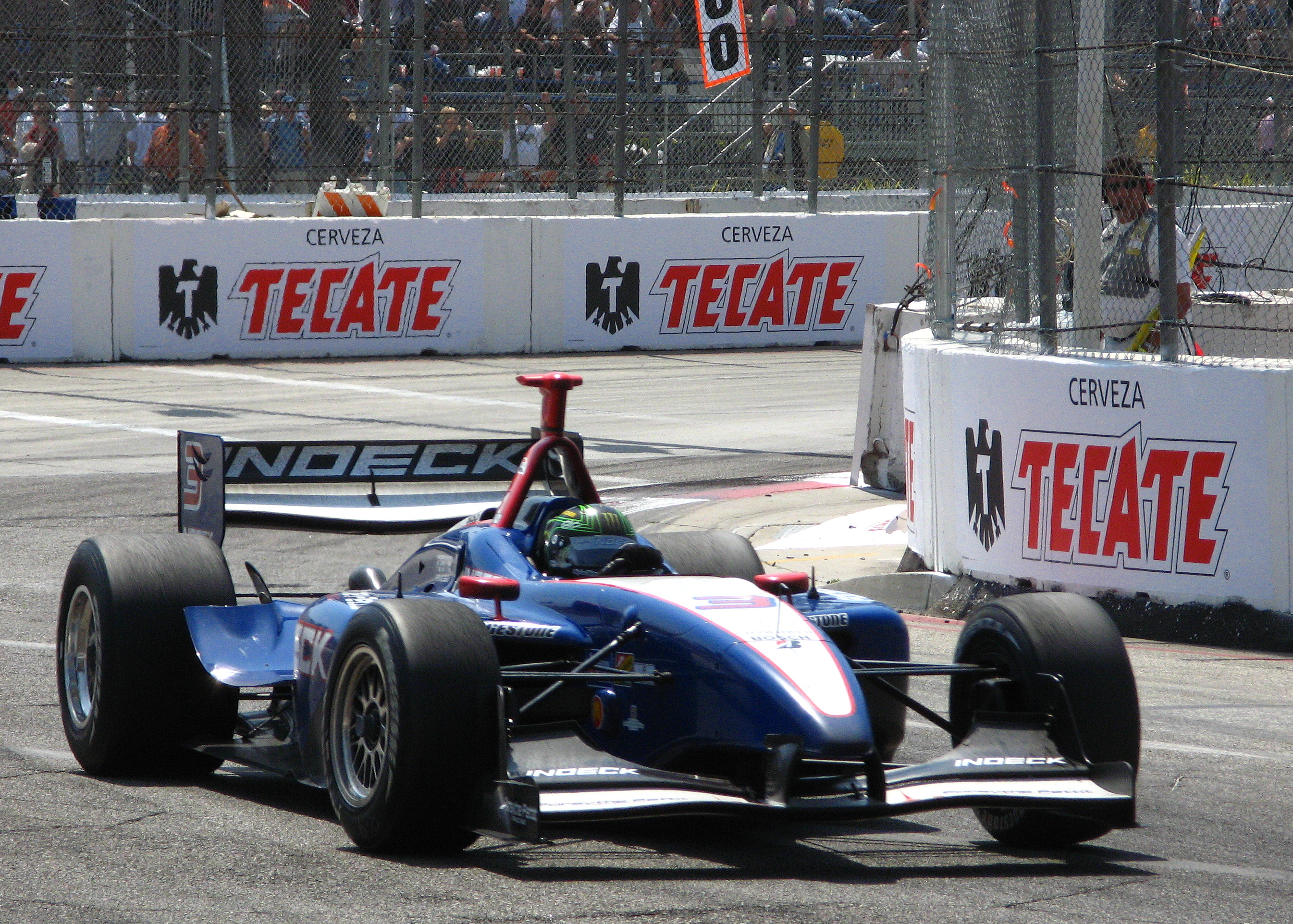
Paul Tracy conduciendo en Long Beach en 2008.

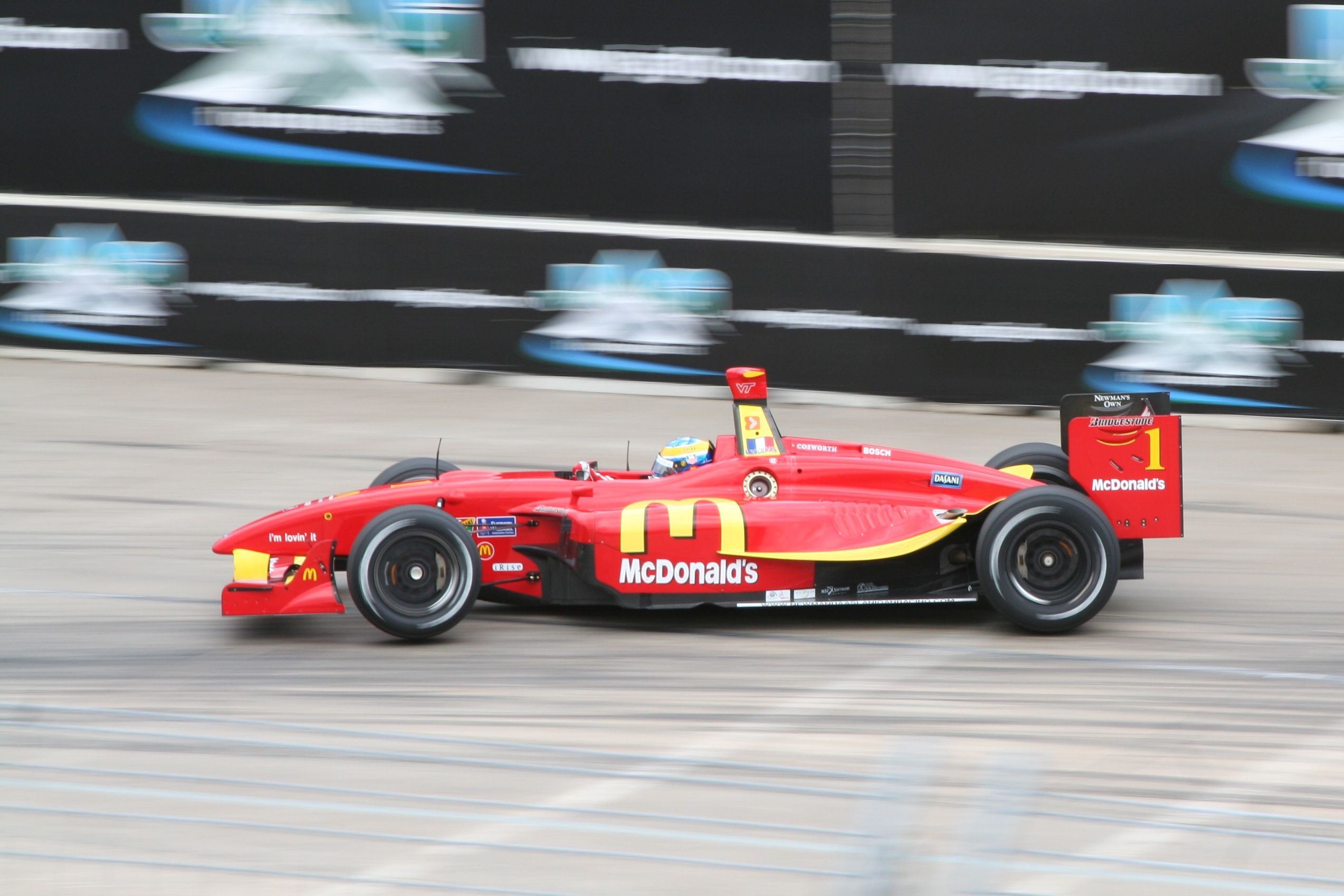
Coche Champ Car Panoz DP01 en competencia.

La primera competencia del Panoz Champ Car DP01 tubo su primera prueba oficial entre 23 de enero hasta el 25 de enero de 2007, en el circuito Sebring International Raceway. La segunda prueba oficial ocurrió el 12 y 13 de febrero en el circuito de Pruebas MSR Houston. La tercera y última prueba oficial antes de la temporada se llevó a cabo el 9 y 10 de marzo en Laguna Seca. Debut del Panoz DP01 fue en el Gran Premio de Las Vegas el 8 de abril de 2007. El Team Australia con el australiano Will Power se adjudicó la pole y la primera victoria del DP01.

## El final

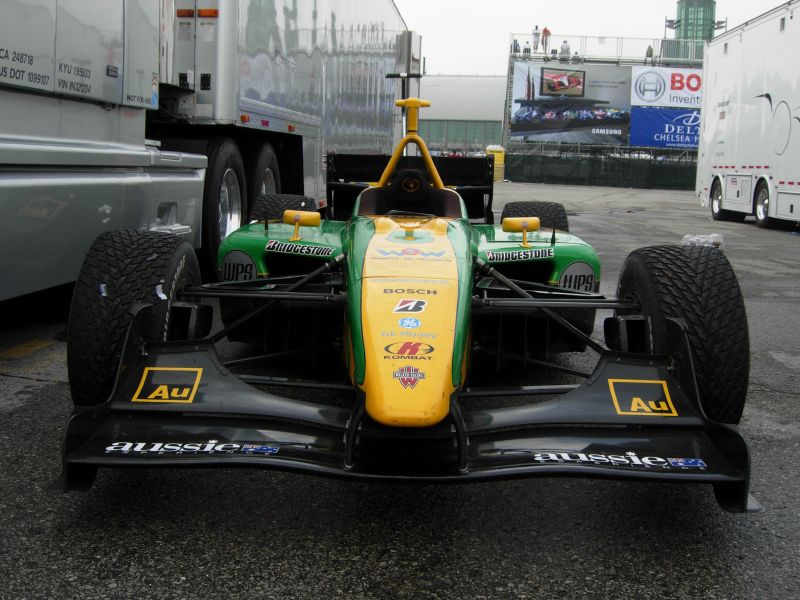
Team Australia utilizadon el DP01 en 2007.

En febrero de 2008, se había revelado la venta de Champ Car a la Indy Racing League (IRL). Dado que la IRL utilizaba su propio coche con sus propias específicaciones con un chasis fabricado por el fabricante italiano Dallara, el DP01 se retiró de la competición después de un año de estar en servicio en el uso para competición. Su última competencia fue el Gran premio de Long Beach en 2008, carrera celebrada en abril de 2008 desempeñando la última carrera del coche Champ Car, y los DP01 fueron utilizados por última vez por todos los participantes.

## Usos posteriores
Oficialmente, ya no se fabrica el Panoz DP01. Sin embargo, Panoz/Elan Motorsports usó el coche como modelo para el chasís Panoz DP09 chasis para la extínta Superleague Fórmula que albergaba un sistema de aspiración natural que se utilizaba para refrigerar el motor de 4.2 Lt V12.
La mayoría de los equipos propietarios de los DP01, que corrieron la Champ Car los vendieron a coleccionistas en los Estados Unidos y a otros países. Dos ejemplos de estos vehículos en uso fue durante el 2010, que se encontraron en la serie de carreras BOSSGP, donde el chasis se utilizó por Henk de Boer y también por Peter Milavec.
El presidente de la Atlantic Championship, Ben Johnston, también es propietario de al menos dos DP01, y tenía la intención de ser reutilizado en la creación de una nueva serie de carreras monoplaza tipo fórmula multi-clase llamada GreenPrixUSA. Sin embargo, la primera temporada se retrasó debido a una revisión sobre posibles problemas de motor. En mayo de 2013, sin embargo, GreenPrixUSA ya había hecho su debut.